# Astyanax mexicanus
Astyanax mexicanus — вид харациноподібних риб родини харацинових (Characidae). Вид відомий тим, що крім звичайної форми, має сліпу печерну форму, яка позбавлена зору та пігментації.

## Поширення
Вид поширений на сході Мексики та у Техасі. Печерна форма трапляється у карстових печерах на північному сході Мексики у штатах Сан-Луїс-Потосі і Тамауліпас.

## Опис
Риба завдовжки до 15 см. Риби звичайної форми мають типову для харацинових риб форму тіла та сіре забарвлення тіла. Самиця повніша, з великим, округлим черевцем. У самців анальний плавець злегка закруглений, тоді як у самиць він прямий.
Мальки печерної форми мають очі, які з віком заростають плівкою. Тіло дорослої сліпої риби високе і стисле з боків. Через відсутність пігменту, колір у рибки тілесний, блідо-рожевий з сріблястим відблиском. У просторі орієнтується завдяки рецепторам бічної лінії. Обидві форми легко схрещуються між собою.

## Спосіб життя
Звичайна форма Astyanax mexicanus живе у поверхні води і трапляється практично в будь-яких водоймах, від струмків до озер і ставків. Сліпа риба мешкає виключно в підземних печерах і гротах. Живиться ракоподібними, комахами і кільчастими хробаками.